# 勒布斯凯
勒布斯凯（法語：Le Bousquet，法語發音：[lə buskɛ] ⓘ）是法国奥德省的一个市镇，属于利穆区。

## 地理
勒布斯凯（42°44'36"N, 2°9'47"E）面积25.99 平方千米，位于法国奧克西塔尼大區奥德省，该省份为法国南部沿海省份，北起塔恩省，西北接上加龙省，西接阿列日省，南至东比利牛斯省，东临地中海，东北与埃罗省接壤。
与勒布斯凯接壤的市镇（或旧市镇、城区）包括：贝塞德德索、库诺祖尔、埃斯库卢布尔、罗克福尔德索、莫塞特、皮瓦拉多尔、雷阿勒、桑萨。

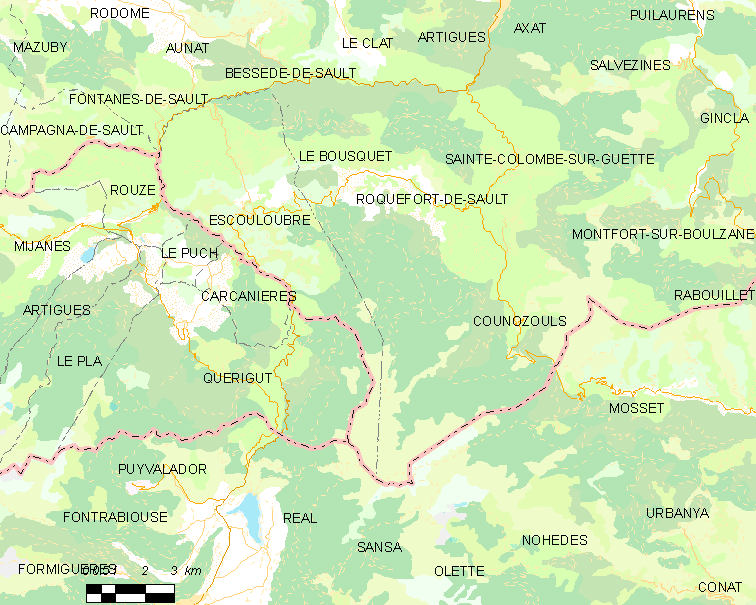
勒布斯凯的OSM定位图

勒布斯凯的时区为UTC+01:00、UTC+02:00（夏令时）。

## 行政
勒布斯凯的邮政编码为11140，INSEE市镇编码为11047。

## 政治
勒布斯凯所属的省级选区为上奥德河谷县。

## 人口

1962-2008年间勒布斯凯人口变化图示

勒布斯凯于2022年1月1日时的人口数量为44人。